# فرانسیسکو مارتینس سریا
فرانسیسکو مارتینس سُریا (اسپانیایی: Francisco Martínez Soria‎؛ ‏ ۱۸ دسامبر ۱۹۰۲ – ۲۶ فوریهٔ ۱۹۸۲) بازیگر اهل اسپانیا بود.
از فیلم‌ها یا مجموعه‌های تلویزیونی که وی در آن‌ها نقش داشته است، می‌توان به جادوگر، شهر برای من نیست، ازدواج در ۶۰ سالگی خطرناک است و بیوهٔ خوشحال اشاره نمود.